# Maurice-Henri Gauche
Maurice-Henri Gauche, francoski general, * 1889, † 1958.